# Phytomyza scopulina
Phytomyza scopulina är en tvåvingeart som beskrevs av Griffiths 1976. Phytomyza scopulina ingår i släktet Phytomyza och familjen minerarflugor. Inga underarter finns listade i Catalogue of Life.